# 김종학 프로덕션
김종학 프로덕션은 프로듀서인 김종학이 설립한 드라마/영화 외주 제작프로덕션이다. 1998년 2월에 설립되었다.

## 드라마 제작 작품
| 연도 | 방송사 / 요일                       | 제목                          | 협력 내용                           | 비고     |
| ---- | ----------------------------------- | ----------------------------- | ----------------------------------- | -------- |
| 1999 | SBS 월화드라마                      | 《고스트》                    |                                     |          |
| 2000 | MBC 수목드라마                      | 《황금시대》                  |                                     |          |
| 2001 | SBS 수목드라마                      | 《아름다운 날들》             |                                     |          |
| 2001 | SBS 수목드라마                      | 《신화》                      |                                     |          |
| 2002 | MBC 수목드라마                      | 《선물》                      |                                     |          |
| 2002 | SBS 주말 특별 기획 드라마           | 《유리구두》                  |                                     |          |
| 2002 | SBS 주말 특별 기획 드라마           | 《대망》                      |                                     |          |
| 2002 | SBS 수목드라마                      | 《별을 쏘다》                 |                                     |          |
| 2003 | SBS 주말 특별 기획 드라마           | 《첫사랑》                    |                                     |          |
| 2003 | MBC 수목드라마                      | 《좋은사람》                  |                                     |          |
| 2003 | SBS 일일 연속극                     | 《흥부네 박터졌네》           |                                     |          |
| 2003 | KBS 2TV 수목드라마                  | 《로즈마리》                  |                                     |          |
| 2004 | SBS 수목드라마                      | 《햇빛 쏟아지다》             |                                     |          |
| 2004 | KBS 2TV 수목드라마                  | 《풀하우스》                  |                                     |          |
| 2004 | KBS 2TV 월화드라마                  | 《오!필승 봉순영》            |                                     |          |
| 2004 | SBS 수목드라마                      | 《남자가 사랑할 때》          |                                     |          |
| 2004 | KBS 2TV 수목드라마                  | 《해신》                      |                                     |          |
| 2005 | MBC 수목드라마                      | 《슬픈연가》                  |                                     |          |
| 2005 | MBC 주말드라마                      | 《사랑찬가》                  |                                     |          |
| 2005 | SBS 월화드라마                      | 《패션 70's》                 |                                     |          |
| 2005 | SBS 수목드라마                      | 《루루공주》                  |                                     |          |
| 2005 | SBS 월화드라마                      | 《서동요》                    |                                     |          |
| 2006 | KBS 2TV 월화드라마                  | 《안녕하세요 하느님》         |                                     |          |
| 2006 | MBC 월화드라마                      | 《내 인생의 스페셜》          |                                     |          |
| 2006 | MBC 월화드라마                      | 《넌 어느 별에서 왔니》       |                                     |          |
| 2006 | KBS 2TV 월화드라마                  | 《포도밭 그 사나이》          |                                     |          |
| 2006 | KBS 2TV 시트콤                      | 《웃는 얼굴로 돌아보라》      |                                     |          |
| 2007 | KBS 2TV 수목드라마                  | 《달자의 봄》                 |                                     |          |
| 2007 | MBC 주말 특별 기획 드라마           | 《하얀거탑》                  |                                     |          |
| 2007 | KBS 2TV 수목드라마                  | 《인순이는 예쁘다》           |                                     |          |
| 2007 | SBS 월화드라마                      | 《사랑하는 사람아》           |                                     |          |
| 2007 | MBC 주말 특별 기획 드라마           | 《히트》                      |                                     |          |
| 2007 | MBC 월화드라마                      | 《이산》                      |                                     |          |
| 2008 | KBS 2TV 수목드라마                  | 《아빠 셋 엄마 하나》         |                                     |          |
| 2008 | MBC 수목드라마                      | 《베토벤 바이러스》           |                                     |          |
| 2010 | SBS 월화드라마                      | 《제중원》                    |                                     |          |
| 2010 | MBC 수목드라마                      | 《아직도 결혼하고 싶은 여자》 |                                     |          |
| 2011 | MBC 주말 특별 기획 드라마           | 《애정만만세》                |                                     |          |
| 2011 | KBS 2TV 수목드라마                  | 《영광의 재인》               |                                     |          |
| 2012 | MBC 수목드라마                      | 《더킹 투하츠》               |                                     |          |
| 2012 | MBC 수목드라마                      | 《아이두 아이두》             |                                     |          |
| 2012 | SBS 월화드라마                      | 《추적자 THE CHASER》         |                                     |          |
| 2012 | MBC 월화드라마                      | 《마의》                      |                                     |          |
| 2012 | SBS 플러스 월화드라마               | 《풀하우스 TAKE 2》           |                                     |          |
| 2013 | SBS 수목드라마                      | 《너의 목소리가 들려》        |                                     |          |
| 2014 | KBS 2TV 월화드라마                  | 《빅맨》                      | KBS 미디어 (제작)                   |          |
| 2014 | KBS 2TV 월화드라마                  | 《힐러》                      |                                     |          |
| 2015 | MBC 주말 특별 기획 드라마           | 《여왕의 꽃》                 | 지앤지프로덕션 (제작)               |          |
| 2015 | JTBC 금토드라마                     | 《순정에 반하다》             | 도레미엔터테인먼트 (제작)           |          |
| 2015 | MBC 월화드라마                      | 《화정》                      |                                     |          |
| 2015 | KBS 2TV 수목드라마                  | 《복면검사》                  |                                     |          |
| 2015 | 소후티비, MBN                       | 《고품격 짝사랑》             | 소후 (제작)                         | 웹드라마 |
| 2016 | MBC 주말 특별 기획 드라마           | 《옥중화》                    |                                     |          |
| 2016 | 소후티비                            | 《두근두근 스파이크》         | 소후 (제작)                         | 웹드라마 |
| 2016 | 소후티비, SBS 주말 특별 기획 드라마 | 《고호의 별이 빛나는 밤에》   | 소후 (제작)                         | 웹드라마 |
| 2016 | 소후티비                            | 《두근두근 스파이크 2》       | 소후 (제작)                         | 웹드라마 |
| 2017 | MBC 주말드라마                      | 《밥상 차리는 남자》          |                                     |          |
| 2017 | JTBC 금토드라마                     | 《언터처블》                  |                                     |          |
| 2018 | MBN 수목드라마                      | 《마녀의 사랑》               |                                     |          |
| 2018 | SBS 월화드라마                      | 《여우각시별》                | 삼화네트웍스 (제작)                 |          |
| 2018 | tvN 토일드라마                      | 《나인룸》                    |                                     |          |
| 2018 | MBC 주말드라마                      | 《내사랑 치유기》             | 초록뱀미디어 (제작)                 |          |
| 2019 | SBS 월화드라마                      | 《해치》                      |                                     |          |
| 2019 | MBC 주말 특별 기획 드라마           | 《황금정원》                  |                                     |          |
| 2019 | MBC 월화드라마                      | 《웰컴2라이프》               |                                     |          |
| 2020 | tvN 월화드라마                      | 《낮과 밤》                   |                                     |          |
| 2021 | 왓챠 드라마                         | 《옆집마녀제이》              |                                     | 웹드라마 |
| 2022 | 넷플릭스 오리지널                   | 《지금 우리 학교는》          | JTBC스튜디오 김종학 프로덕션 (제작) |          |
| 2023 | 넷플릭스 오리지널                   | 《셀러브리티》                |                                     |          |
| 2023 | 넷플릭스 오리지널                   | 《정신병동에도 아침이 와요》  |                                     |          |
| 2024 | MBN 금토드라마                      | 《나쁜기억 지우개》           |                                     |          |

## 프로덕션 소속 제작진

### 프로듀서
- 이병훈
  - 주요 작품작: 《113 수사본부》 (1974년), 《조선왕조 오백년》 (1990년), 《허준》 (1999년), 《상도》 (2001년), 《대장금》 (2003년), 《서동요》 (2005년), 《이산》 (2007년) 외 다수 제작 및 연출
- 표민수
  - 주요 작품작: 《깊은 바다》 (1996년), 《풀하우스》 (2004년), 《넌 어느 별에서 왔니》 (2006년), 《인순이는 예쁘다》 (2007년) 외 다수 제작 및 연출
- 이태곤
  - 주요 작품작: 《12월의 열대야》 (2004년), 《변호사들》 (2005년), 《사랑은 아무도 못말려》 (2007년)
- 이재규
  - 주요 작품작: 《하얀새》 (1997년), 《보고 또 보고》 (1998년), 《국희》 (1999년), 《다모》 (2003년), 《패션 70's》 (2005년), 《베토벤 바이러스》 (2008년) 외 다수 제작 및 연출
- 이상훈
  - 주요 작품작: 《여고시절》 (2001년), 《돈텔파파》 (2004년), 《마파도 2》 (2007년)
- 박찬율
  - 주요 작품작: 《로즈마리》 (2003년), 《풀하우스》 (2004년), 《이레자이온》 (2006년), 《달자의 봄》 (2007년)
- 장진
  - 주요 작품작: 《킬러들의 수다》 (2001년), 《박수칠때 떠나라》 (2005년), 《웰컴 투 동막골》 (2005년), 《거룩한 계보》 (2006년) 외 다수 제작 및 연출
- 공수창
  - 주요 작품작: 《알포인트》 (2004년), 《코마》 (2005년), 《GP 506》 (2006년) 외 다수 제작 및 연출
- 최윤석
  - 주요 작품작: 《첫사랑》 (2003년), 《남자가 사랑할 때》 (2004년) 외 다수 제작 및 연출

### 작가
- 송지나
  - 주요 작품작: 《호랑이선생님》, 《도둑의 아내》, 《모래시계》, 《태왕사신기》 외 다수 집필
- 정성희
  - 주요 작품작: 《전설의 고향》, 《국희》, 《서울 1945》, 《패션 70's》 외 다수 집필
- 최윤정
  - 주요 작품작: 《황금마차》, 《흥부네 박터졌네》, 《사랑찬가》 외 다수 집필
- 김인영
  - 주요 작품작: 《진실》, 《그 햇살이 나에게》 외 다수 집필
- 정유경
  - 주요 작품작: 《반달곰 내 사랑》, 《넌 어느 별에서 왔니》 외 다수 집필
- 이선희
  - 주요 작품작: 《신비의 거울속으로》 외 다수 집필
- 민효정
  - 주요 작품작: 《옥탑방 고양이》, 《풀하우스》
- 손은혜
  - 주요 작품작: 《어느 멋진 날》 외 다수 집필
- 박경수
  - 주요 작품작: 《카이스트》, 《태왕사신기》 외 다수 집필
- 여지나
  - 주요 작품작: 《시월애》, 《리베라메》
- 신정구
  - 주요 작품작: 《안녕, 프란체스카》, 《작업의 정석》, 《원탁의 천사》 외 다수 집필
- 조명주
  - 주요 작품작: 《포도밭 그 사나이》 외 다수 집필
- 이기원
  - 주요 작품작: 《하얀거탑》 외 다수 집필
- 조정화
  - 주요 작품작: 《햇빛 쏟아지다》